# Montes Kaçkar
Os Montes Kaçkar (em turco:  Kaçkar Dağları ou simplesmente Kaçkarlar) constituem uma cordilheira que faz parte dos Montes Pônticos (Kuzey Anadolu Dağları ou Dogukaradeniz Dağları). Está situada junto da costa do Mar Negro no leste da Turquia. A maior parte da cordilheira encontra-se na província de Rize, mas os seus limites estendem-se às regiões limítrofes da província de Erzurum e de Artvin. As montanhas mais altas formam o Parque Nacional dos Montes Kaçkar (Kaçkar Dağları Milli Parkı), criado em 1994, onde se encontra o cume mais alto da cordilheira, o Kaçkar Dağı, com 3 932 m de altitude.

## Descrição
Os Montes Kaçkar são a região mais alta dos Montes Pônticos. Além de várias montanhas, faz parte da cordilheira um planalto com cerca de 3 000 m de altitude. As montanhas, de tipo alpino, com cumes rochosos escarpados, glaciares e numerosos lagos de montanha. As atividades turísticas da região incluem caminhada, campismo, montanhismo e heliski.
O nome Kaçkar, possivelmente derivado do arménio khachkar (Խաչքար, "cruz de pedra") pode ter vários sentidos — tanto se aplica a todo o sistema montanhoso, que inclui várias grupos de montanhas, como por vezes se aplica apenas ao maciço mais alto, de Kaçkar-Kavron; pode ainda designar apenas o cume mais alto.
A cordilheira é limitada a sul e a leste pelo Rio Çoruh (em georgiano: ჭოროხი, transl.: Ch'orokhi; em grego: Άκαμψις, transl.: Akampsis).